# 孫悦 (歌手)
孫悦（スン・ユエ、1972年6月19日–）は、中華人民共和国黒竜江省ハルビン市出身の女性歌手・俳優である。人民解放軍の文芸兵出身という、異色の経歴を持つ。

## 経歴
- 1994年、自主制作したCD「祝你平安」の大ヒットで一躍人気歌手となる。
- 2000年、韓国観光の駐中イメージ大使に任命。
- 2002年、日韓ワールドカップにて親善大使を務めた。

## 出演作品
- 2009年 《孫子《兵法》大伝》（霊樾）

## 音楽作品
- 《百合花》
- 《多情》
- 《她和她們》
- 《万歳中国》
- 《為了這一天》
- 《幸福快車》
- 《幸福沙漏》
- 《怎么Happy》